# Masimadu, Bhalki
Masimadu là một làng thuộc tehsil Bhalki, huyện Bidar, bang Karnataka, Ấn Độ.